# Surface Hub

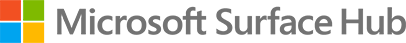
Logo do Microsoft Surface Hub.

O Surface Hub é uma marca de quadro interativo desenvolvido e comercializado pela Microsoft , como parte da família Microsoft Surface. O Surface Hub é um dispositivo montado na parede ou em um suporte com rodas, com uma tela sensível ao toque de 55 polegadas (140 cm) 1080p ou 84 polegadas (210 cm) 4K de 120 Hz, com recursos multitoque e multi-caneta, executando o sistema operacional Windows 10.  Os dispositivos são segmentados para empresas  para uso em colaboração e videoconferência .
Em 15 de maio de 2018, a Microsoft anunciou que o Surface Hub 2 seria lançado em 2019.

## História
Em 2012, a Microsoft adquiriu a Perceptive Pixel, de Jeff Han , que já havia desenvolvido monitores multi-touch de tela grande como o CNN Magic Wall.  A Microsoft indicou em 2014 que pretendia produzir em massa os dispositivos como parte de um esforço para reduzir custos.
A Microsoft anunciou pela primeira vez o Surface Hub em seu evento de dispositivos do Windows 10 em 21 de janeiro de 2015, no qual o dispositivo estava em uso durante a maior parte do keynote.  A Microsoft começou a receber pré-pedidos do Surface Hub em 1º de julho de 2015 para o modelo de 55 polegadas e o modelo de 84 polegadas, afirmando que eles começariam a ser entregues em setembro de 2015.  No entanto, em 13 de julho de 2015, foi anunciado no Surface Blog da Microsoft que as demandas de pré-ordem haviam excedido em muito as previsões e que os embarques seriam adiados, com mais detalhes sobre os atrasos ocorridos em meados de agosto.  Foi confirmado que a Microsoft havia atrasado o envio para 1º de janeiro de 2016.  Em dezembro de 2015, a Microsoft anunciou outro atraso e que aumentaria os preços em US$ 2.000, embora honrassem os acordos de preço para pré-pedidos que haviam sido feitos.  O Surface Hub começou a ser enviado para clientes corporativos em 25 de março de 2016.

## Características

### Hardware

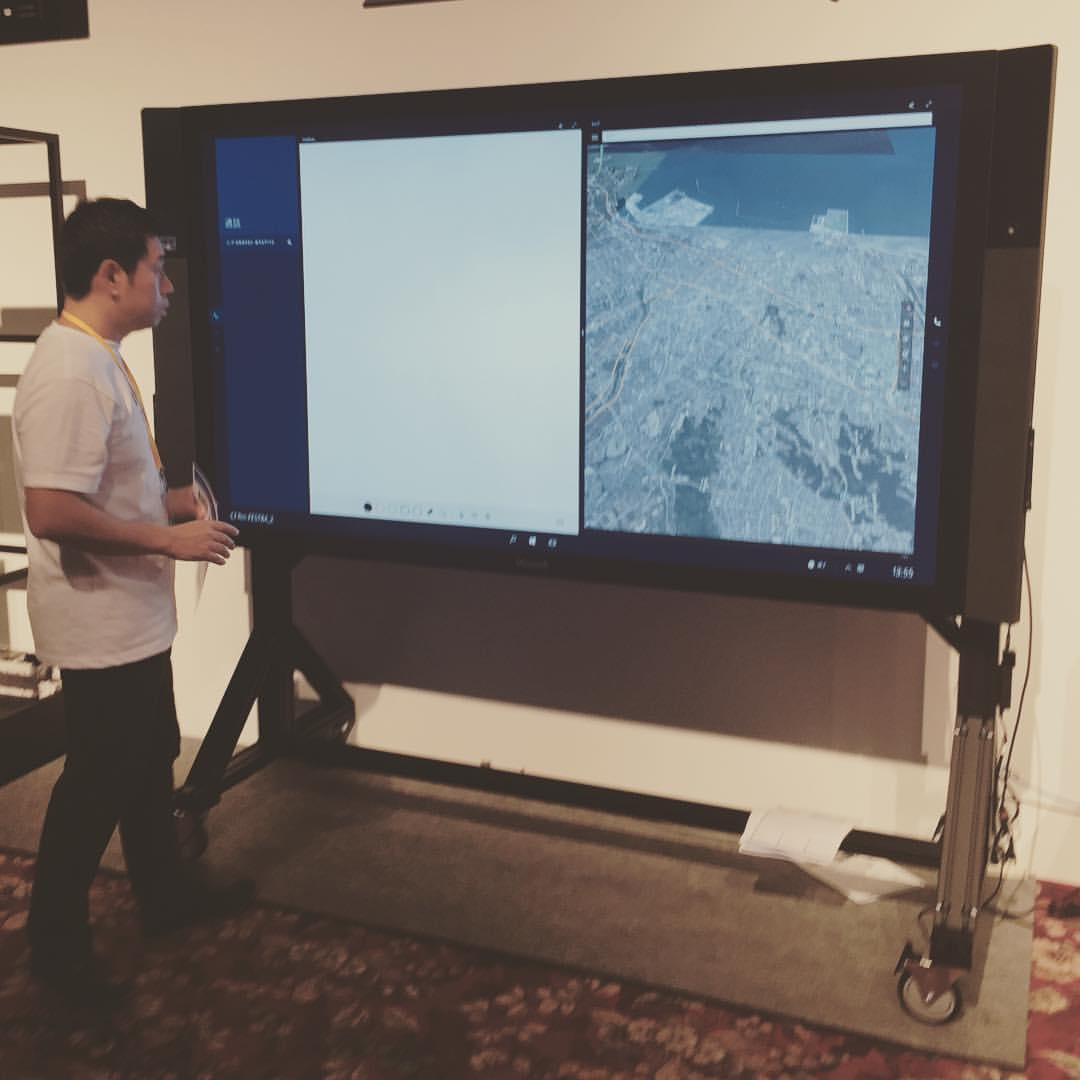
Microsoft Surface Hub em funcionamento.

Ambos os modelos Surface Hub utilizam a 4ª geração dos processadores Intel Core Haswell (Core i5 para o de 55 polegadas e Core i7 para o de 84 polegadas) e executam a versão 64-bit do Windows 10 .  As principais diferenças entre as duas variantes são o tamanho da tela, a resolução e os adaptadores gráficos.  O modelo de 55 polegadas suporta 1920×1080 Full HD e contém um controlador Intel HD Graphics 4600 integrado no CPU, enquanto o modelo mais caro de 84 polegadas tem resolução de 3840×2160 4K, alimentado por um adaptador gráfico discreto, Nvidia Quadro K2200.
A tela de ambos os modelos tem uma tela de alta definição com uma taxa de atualização de 120 Hz, embora não se destine ao uso em filmes ou programas de TV.  A tela é capaz de atingir altos níveis de brilho (até 424,38 cd/m2 ) e pode atingir um mínimo de 1,58 cd/m2.  A tela possui um sensor de toque que permite detectar se uma caneta está sendo usada.
Os modelos do Surface Hub possuem uma câmera HD de ângulo aberto em ambos os lados do dispositivo.  As câmeras produzem vídeo à 1080p e 30 fps.  As câmeras possuem sensores de luz ambiente e possui infravermelho, permitindo que o Hub reaja à níveis de luz ou calor na sala (por exemplo, ativando um programa de apresentação quando alguém entra na sala).  Quando usadas para videoconferência, as câmeras destinam-se a rastrear automaticamente uma pessoa que se desloca de um lado do monitor para o outro.  De acordo com a Microsoft, o conjunto de microfones de quatro elementos pode detectar um sussurro a partir de 23 pés (7,0 m) de distância, mas nos testes no Hub da PC Magazine foi feito uma estimativa mais realista, em cerca de 15 pés (4,6 m)   .

### Software
O Surface Hub executa o Windows 10 Team , uma versão personalizada do Windows 10 Enterprise.
O produto de software, JT2GO (desenvolvido pela Siemens ), permite que os usuários do Surface Hub interajam com um modelo 3D.  Os modelos podem ser exibidos de qualquer ângulo e podem ser ampliados ou reduzidos em tempo real. O aplicativo pode ser usado em todos dispositivos do Windows 10, mas é particularmente útil no Surface Hub.
A videoconferência do Skype for Business é incluída no Surface Hub.  Aplicativos do Microsoft Office também podem ser usados, incluindo Word , PowerPoint e Excel . O Microsoft OneNote permite que os usuários desenhem na tela.
A tela de boas-vindas do Hub tem três botões - chamada, quadro branco e conectar - correspondentes aos temas promovidos de fala, desenho e compartilhamento.  Essas funções podem ser usadas individualmente ou simultaneamente.

## Fabricação
O Surface Hub foi originalmente fabricado em uma fábrica em Wilsonville, Oregon. Em julho de 2017, no entanto, a Microsoft anunciou que estaria transferindo a produção para a China e fechando a fábrica nos meses seguintes, resultando na perda de empregos para 124 trabalhadores.

## Problemas
O teclado do Microsoft Surface Hub tem proteção insuficiente contra ataques de repetição , portanto, um invasor pode controlar o Surface Hub remotamente em determinados cenários.